# 静岡県外国人学校一覧
静岡県外国人学校一覧（しずおかけんがいこくじんがっこういちらん）は静岡県にあるインターナショナル・スクール（外国人学校）の一覧。

## ブラジル学校

### 浜松市
- 伯人学校イーエーエス浜松
- エスコーラ・ブラジル
- エスコーラ・アルカンセ（エスコーラ・アルカンセと表記されている場合もある）
- ムンド・デ・アレグリア

### 富士市
- エスコーラ・フジ

## ペルー学校

### 浜松市
- ムンド・デ・アレグリア

## 朝鮮学校

### 静岡市
- 静岡朝鮮初中級学校